# Jesper Pedersen
Jesper Pedersen med tilnavnet Købmand (født 23. januar 1961) er en dansk tidligere fodboldspiller og nu træner, der er træner for Danmarksserie-holdet Roskilde KFUM.
Jesper Pedersen er uddannet politimand og far til fodboldspilleren Nicklas Pedersen, der blandt andet har spillet i FC Groningen og FC Emmen.

## Klubkarriere
Som spiller opnåede han 270 ligakampe for Herfølge Boldklub.